# Trafoier Eiswand
Die Trafoier Eiswand (italienisch Cima di Trafoi), früher auch Trafoierspitze genannt, ist ein 3565 Meter hoher Berg im Kristallkamm, einer vom Stilfser Joch bis zum Ortlerpass verlaufenden Bergkette der westlichen Ortler-Alpen, einem Gebirge der südlichen Ostalpen. Die Eiswand liegt genau auf der Grenze zwischen den italienischen Provinzen Südtirol und Sondrio im Nationalpark Stilfserjoch. Der Gipfel der Trafoier Eiswand ist mit der östlich gelegenen Thurwieserspitze durch den knapp einen Kilometer langen Bäckmanngrat, benannt nach dem Petersburger Naturforscher und Staatsrat Carl Bäckmann, verbunden. Der Berg ist ein ebenmäßig geformt erscheinender Eisgipfel und besitzt eine 400 Meter hohe und stellenweise bis 80° geneigte, nach Norden abfallende Eiswand. Zuerst bestiegen wurde die Trafoier Eiswand am 8. Juli 1872 von dem ungarischen Naturforscher Moritz von Déchy und den Bergführern Alois und Johann Pinggera aus Sulden über die Südwand. Heute wird der, laut Literatur, ehemals schöne Eisgipfel in der Regel im Rahmen einer Gratwanderung hinüber zur Thurwieserspitze und zum Großen Eiskogel überschritten. Ihren Namen erhielt die Eiswand von Julius Payer, dem aus Böhmen stammenden Polar- und Alpenforscher.

## Geologie
- Siehe Monte Zebrù

## Lage
Die Trafoier Eiswand ist im Norden, Osten und Westen von Gletschern umgeben. Am Fuß der Nordwand, der eigentlichen „Eiswand“, liegt der spaltenreiche Zirkusferner (Vedretta del Circo), der zum südöstlichen Nährgebiet des Nasenhornferners (Vedretta del Naso) gehört. Im Osten erstreckt sich der Zebrùferner (Vedretta dello Zebrù) und im Westen flankieren der Trafoier Ferner (Vedretta di Trafoi), sowie der etwas südlicher gelegene Gletscher Vedretta di Campo die Trafoier Eiswand. Benachbarte Gipfel sind im Verlauf des Bäckmanngrats im Osten die 3652 Meter hohe Thurwieserspitze und jenseits des Zebrùferners der Monte Zebrù mit einer Höhe von 3735 Metern. Nordöstlich, getrennt durch das Thurwieserjoch, auf 3480 Metern Höhe, liegen der Große und Kleine Eiskogel (Grande/Piccolo Cono di Ghiaccio). Im Verlauf des Westgrats folgen Große und Kleine Schneeglocke (Grande/Piccola Cima della Campana). Die Trafoier Eiswand bildet den südlichen Abschluss des Trafoitals. Das Dorf Trafoi liegt etwa sechs Kilometer Luftlinie in nördlicher Richtung, das Stilfser Joch liegt gut sechs Kilometer in nordwestlicher Richtung.

## Stützpunkte und Besteigung
Von Déchys Weg im Jahr 1872 führte von der Bàite del Pastore, einer Alm im Val Zebrù auf 2167 Metern Höhe im Süden der Trafoier Eiswand, aus in nördlicher Richtung auf die heute, durch die globale Erwärmung nicht mehr existierende Vedretta dei Camosci bis kurz vor den Passo dei Camosci alto, dann über einen Schneehang in eine firngefüllte, bis 50° geneigte Rinne und in mäßig schwerer Kletterei im heutigen Schwierigkeitsgrad UIAA II zum Westgrat und weiter zum Gipfel. Die Pinggeras und Dechy brauchten knapp vier Stunden für die Tour mit einem Höhenunterschied von 1397 Metern. Der heutige Normalweg ist leichter als die Route der Erstbesteiger, wurde aber erst 1898 begangen. Als Stützpunkt hierfür dient die westlich gelegene Livriohütte auf 3174 Metern Höhe oberhalb des Skigebiets vom Stilfser Joch. Die Route ist eine Hochtour und erfordert entsprechende Ausrüstung und Gletschererfahrung. Von der Hütte aus führt der Weg in östlicher Richtung über den Madatschferner zum Tuckettjoch auf 3354 Metern, dann weiter zum Joch unterhalb der großen Schneeglocke und über den Westgrat zur Eiswand in mäßig schwieriger Kletterei im UIAA Grad II zum Gipfel. Die Gehzeit beträgt, laut Literatur, je nach Wechtenverhältnissen, etwa vier Stunden.